# باباتوندي يوسف
باباتوندي يوسف (بالإنجليزية: Babatunde Yusuf)‏ هو لاعب كرة قدم نيجيري في مركز الدفاع، ولد في 13 يونيو 1983. لعب مع كوارا يونايتد.